# Todo ha cambiado
Todo ha cambiado es el nombre del segundo y último álbum del grupo mexicano Neón. Fue publicado por BMG Ariola en el mes de mayo del año 1990 y producida por Alejo Stivel.
Inauguran exitosamente la década de los 90 con cambio de integrante: Sergio Meza abandona la agrupación y sería reemplazado por Jorge "La Chiquis" Amaro, quien fuera baterista de Kenny y los Eléctricos. Su sonido presenta más tendencia hacia el rock alternativo.
Destacan los temas No hay nada eterno y Gástame.

## Lista de canciones
1. No hay nada eterno (Humberto Calderón)
2. Tú sabes amor (Humberto Calderón)
3. ¿Por qué te vas corriendo? (Sergio Santacruz)
4. En silencio (Humberto Calderón)
5. Gástame (Humberto Calderón)
6. No te quiero morder (Humberto Calderón)
7. No puedo estar esperando (Jorge Amaro)
8. Aunque me digas que no (Humberto Calderón)
9. Cada vez (Humberto Calderón)
10. Si quieres algo más (Sergio Santacruz)
11. A veces duele (Humberto Calderón) (Bonus Track edición CD)

### Grupo
- Humberto Calderón: guitarras y voz
- Jorge Amaro: batería y coros
- Ignacio Acosta: sintetizadores y coros
- Sergio Santacruz: bajo y coros

### Músicos invitados
- José Carlos Parada: sintetizadores y coros
- Claudio Gabis: guitarras
- R. Pettinato: saxo
- Ignacio Cano: coros
- Gugu: coros
- David: coros
- Alejo Stivel: coros
- Ruben Delgadillo: Batería

## Elenco
- Grabación y mezcla: Gugu Martínez y Luis Fernández Soria
- Grabado y mezclado: en Estudios Fairlight Madrid, España
- Asistente de grabación: Fernando Montesinos
- Programación adicional: Tino Vega
- Fotografía: Peter Muller
- Diseño: Cristoph Becker
- Estilista: Helena Feduchi